# Gnathia vorax
Gnathia vorax es una especie de crustáceo isópodo de la familia Gnathiidae.